# 白坚武

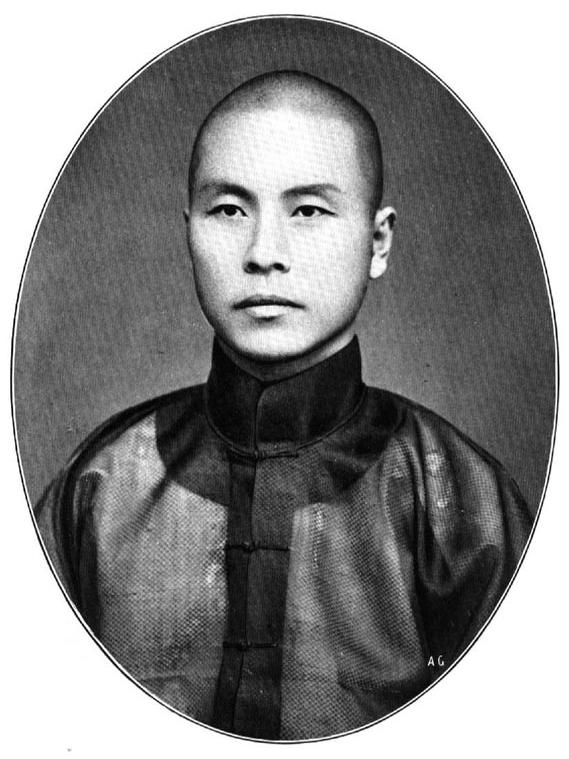
白堅武

白坚武（1886年—1937年），字馨远，号馨亚，亦作兴亚，中国直隶交河县（今泊头市）常家庄人。
1910年考入天津法政学堂，与李大钊同学。毕业后历任《黄钟报》记者、内务部佥事、陆荣廷幕僚、李纯幕僚，后入吴佩孚幕府，曾任吴佩孚军总部政务处处长，号称吴佩孚之“小内阁”，成为一时的风云人物。1926年，吳佩孚被北伐軍擊敗後，白堅武東渡日本。1935年6月28日，白坚武联合段承泽（时任铁甲车队队长，驻防丰台），纠合中日乌合之众三百余人，从丰台出发，向北平进攻，企图建立伪华北国，后被驻守北平国军商震、万福麟等部队击败。是为白坚武事件（又称丰台暴动），1935年12月任冀察政务委员会参议。1937年底第29军宋哲元部撤退到河南南乐县一带，白前往南乐企图策反宋投日，被第一战区司令长官冯玉祥派人逮捕，以叛国罪在南乐县城南门外被枪决。留有《白坚武日记》。

## 外部鏈接
天津图书馆：《人物白坚武》